# Under rönn och syrén
"Under rönn och syrén", med inledningsorden ”Blommande sköna dalar”, är dikt nr 2 ur Sylvias visor som ingår i diktsamlingen Ljungblommor av Zacharias Topelius. Dikten är daterad den 21 juni 1855 och publicerades två dagar senare i Helsingfors Tidningar.

## Tonsättningar

### 1. Herman Palm
Den mest sjungna tonsättningen är en sång för manskör komponerad av Herman Palm. Denna sång kom på första plats på en lista över de mest sjungna körsångerna under 2007 som Stim presenterade i maj 2008.

#### Inspelningar i urval
- Välkommen till våren (album)
- Våren är kommen (OD-album)
- Spring and party songs (album)

### 2. August Enderberg
Även August Enderberg (1850-1900) har komponerat en manskörssats till Topelius text.

#### Inspelningar i urval
- Uti vår hage (album)

### 3. Wolfgang Amadeus Mozart
- I Finland sjunges dikten oftast (unisont) till melodin av menuetten i Mozarts opera Don Giovanni.